# Jack Dahlgren
Jack Andrew Dahlgren (Hong Kong, 10 de enero de 2000) es un deportista estadounidense que compite en natación, especialista en el estilo mariposa. En los Juegos Panamericanos de 2023 obtuvo dos medallas, plata en 4 × 200 m libre y bronce en 200 m mariposa.

## Palmarés internacional
| Juegos Panamericanos | Juegos Panamericanos | Juegos Panamericanos | Juegos Panamericanos |
| Año                  | Lugar                | Medalla              | Prueba               |
| -------------------- | -------------------- | -------------------- | -------------------- |
| 2023                 | Santiago (Chile)     | Medalla de plata     | 4 × 200 m libre      |
| 2023                 | Santiago (Chile)     | Medalla de bronce    | 200 m mariposa       |